# 34163 Neyveli
34163 Neyveli è un asteroide della fascia principale. Scoperto nel 2000, presenta un'orbita caratterizzata da un semiasse maggiore pari a 2,2782104 au e da un'eccentricità di 0,0748337, inclinata di 3,41082° rispetto all'eclittica.